# Egger Bier
Egger Bier är öl bryggt på något av tre helt skilda bryggerier i Österrike och Schweiz. 

## Egger Bier
Egger Bier bryggs av Brauerei Egg i orten Egg, Vorarlberg, Österrike (Bregenzerwald). Bryggeriet grundades av Simma, Kohler & Ritter. Egger Bier har bryggts sedan 1894 och den årliga produktionen är 16 000 hektoliter.
Ett svenskt ölsällskap som är anhängare av detta öl är Die Schwedische Egger Akademie.

## Privatbrauerei Egger
Privatbrauerei Egger i Unterradlberg/St. Pölten, Niederösterreich, Österrike. Privatbrauerei Egger ägs av familjen Egger och brygger Egger-öl sedan 1978.
Detta öl såldes tidigare i livsmedelsbutiker i Sverige. Det uppmärksammades och drogs tillbaka eftersom alkoholhalten inte var tillräckligt specificerad på etiketten.

## Egger Bier Worb
Mikrobryggeriet Egger Bier Worb i Worb/Bern, Schweiz grundades 1864 av Gottfried Egger.